# Japelion
Japelion is een geslacht van weekdieren uit de klasse van de Gastropoda (slakken).

## Soorten
- Japelion adelphicus (Dall, 1907)
- Japelion aleuticus (Dall, 1895)
- Japelion borealis (Tiba, 1969)
- Japelion hachijoensis (Okutani, 1964)
- Japelion hirasei (Pilsbry, 1901)
- Japelion latus (Dall, 1918)
- Japelion pericochlion (Schrenk, 1863)